# تانل لانمئه
تانل لانمئه (استونیایی: Tanel Laanmäe؛ زادهٔ ۲۹ سپتامبر ۱۹۸۹) پرتاب‌گر نیزه اهل استونی است.
وی در مسابقات یونیورسیاد تابستانی ۲۰۱۵ مدال طلا را کسب کرده‌است، لانمئه همچنین در بازی‌های المپیک تابستانی ۲۰۱۶ شرکت کرده‌است.